# Nadia Sminate
Nadia Sminate (Bonheiden, 29 december 1981) is een Belgische Vlaams-nationalistische politica voor de N-VA.

## Biografie

### Persoonlijk leven
Nadia Sminate groeide op in een gemengd gezin met een Belgische moeder en een Marokkaanse vader. Ze studeerde Romaanse filologie aan de Vrije Universiteit Brussel, waar ze in 2003 afstudeerde als licentiaat. Daarna voltooide zij in 2004 de lerarenopleiding aan het Instituut voor Onderwijs- en Informatiewetenschappen van de Universiteit Antwerpen.
Van 2003 tot 2008 was zij leerkracht talen en van 2006 tot 2008 coördinator van de vakgroep Frans in het volwassenenonderwijs; eerst in Ganshoren en daarna in Meise-Jette. Ze was ook een tijdlang actief als lingeriemodel. Ze is ongehuwd en heeft twee kinderen.

### Politieke carrière
Sminate nam in oktober 2006 deel aan de gemeenteraadsverkiezingen in haar thuisdorp Londerzeel. Ze werd als lid van de Vlaams-nationalistische N-VA met 606 voorkeurstemmen verkozen vanop de 21e plaats van de kartellijst CD&V-N-VA.
Van april 2008 tot juni 2009 werkte Sminate als universitair medewerker voor de N-VA-fractie in de Kamer van volksvertegenwoordigers, waarna ze in juli 2009 promotie maakte tot stafmedewerker van Philippe Muyters, toenmalig Vlaams minister van Financiën, Begroting en Ruimtelijke Ordening, hetgeen ze bleef tot in juni 2010. Tot eind september 2011 was ze ook lid van de Politieraad van de Politiezone KLM.
Bij de Belgische federale verkiezingen van 13 juni 2010 werd ze vanop de tweede plaats op de kieslijst voor het kiesarrondissement Brussel-Halle-Vilvoorde verkozen tot volksvertegenwoordiger met 8884 voorkeurstemmen. In de Kamer verdiepte Sminate zich in de strijd tegen sociale fraude en wierp ze zich op voor de belangen van personen met een handicap. Ook ijverde ze voor een beter beheer van de sociale zekerheid, met name op het vlak van medische verzorging en ziekte-uitkeringen. Ze zetelde in de Kamer tot aan de verkiezingen van mei 2014.
Bij de gemeenteraadsverkiezingen van 2012 was ze lijsttrekster voor haar partij in Londerzeel. De partij kwam er voor de eerste maal zelfstandig op en behaalde 21,6% van de stemmen. Hiermee werd de partij de derde grootste van de gemeente na CD&V (31,5%) en het lokale LWD (26,3%). Persoonlijk behaalde ze 1108 voorkeurstemmen, waarmee ze de derde populairste Londerzeelse politica werd na Jozef De Borger (CD&V, 2870) en Conny Moons (LWD, 2329). Namens haar partij sloot ze een bestuursakkoord met CD&V en het kartel sp.a-Groen. Begin 2014 werd ze schepen van Financiën, Begroting en Personeel. 
In januari 2016 volgde ze, zoals in het bestuursakkoord afgesproken, Jozef De Borger (CD&V) op als Londerzeels burgemeester. Ze was daarmee de eerste Vlaamse burgemeester met Marokkaanse roots. Bij de verkiezingen van oktober 2018 behaalde de partij van burgemeester Sminate met 35,4% een grote overwinning, maar toch werd N-VA ditmaal naar de oppositie verwezen, als gevolg van een bestuursakkoord tussen de partij LWD, CD&V en het socialistische Pro1840.
Bij de Vlaamse verkiezingen van 25 mei 2014 werd ze verkozen tot Vlaams volksvertegenwoordiger. Vanaf eind juni 2014 maakte ze als secretaris deel uit van het Bureau (dagelijks bestuur) van het Vlaams Parlement. Daarnaast zetelde ze van 2014 tot 2019 in de commissie voor Bestuurszaken, Binnenlands Bestuur, Inburgering en Stedenbeleid en van 2014 tot 2016 in de commissie Wonen, Armoedebeleid en Gelijke Kansen en was ze van 2015 tot 2019 voorzitter van de commissie voor de bestrijding van gewelddadige radicalisering.
Bij de Vlaamse verkiezingen van 26 mei 2019 werd Sminate herkozen als Vlaams Parlementslid. Vanaf midden juni 2019 was ze derde ondervoorzitter van deze assemblee. Voorts werd ze lid van de commissie Binnenlands Bestuur, Gelijke Kansen en Inburgering en de commissie Wonen en Onroerend Erfgoed. Bij de Vlaamse verkiezingen van 9 juni 2024 werd ze verkozen voor een derde termijn in het Vlaams Parlement, waarna ze werd aangesteld tot vierde ondervoorzitter van de assemblee, wat ze zou blijven tot in januari 2025. Daarnaast ging ze zetelen in de commissie Binnenlands Bestuur en Inburgering.
Vanaf januari 2019 zetelde ze tevens als deelstaatsenator in de Senaat, een functie die ze uitoefende tot in december 2024.
Bij de gemeenteraadsverkiezingen van oktober 2024 was Sminate opnieuw lijsttrekker voor haar partij in Londerzeel. Met 38,8% werd N-VA de grootste partij van de gemeente. Nadia Sminate kreeg als stemmenkampioen het initiatiefrecht om een nieuw gemeentebestuur te vormen en vormde een coalitie met het socialistisch-groene kartel Pro1840-Groen. Vervolgens werd ze voorgedragen als nieuwe burgemeester van Londerzeel. Op 3 december 2024 legde ze de eed af.